# Warnak (poemat)
Warnak (oryg. ukr. Варнак) – poemat Tarasa Szewczenki, napisany w czasie zesłania poety do Orska za działalność w Bractwie św. Cyryla i Metodego. Okres jego powstania szacowany jest na pierwszą połowę roku 1848. Wiersz został po raz pierwszy opublikowany w rozszerzonym wydaniu Kobziarza w 1867.

## Okoliczności powstania utworu
Warnak należy do dzieł napisanych w więzieniu w Twierdzy Orskiej, pomimo nałożonego na zesłanego artystę zakazu pisania i malowania. Podobnie jak inne wiersze z tego okresu, został zapisany po raz pierwszy w notesie, jaki autor ukrywał przed konfiskatą w bucie (stąd określenie „poezja zacholewna”). Dzieło to, określone przez Mariana Jakóbca najlepszym z poematów napisanych przez Szewczenkę na zesłaniu, pozostaje pod wpływem znanej autorowi tradycji romantycznej. Jako możliwe źródła inspiracji dla jego napisania – obok osobistych doświadczeń więziennych – autor ten wymienia dzieła takie jak Wojnarowski Konrada Rylejewa, Bracia rozbójnicy Aleksandra Puszkina oraz Więzień Chillonu George’a Byrona. Zdaniem Leonida Nowiczenki Szewczenko zapisał w poetyckiej formie autentyczną opowieść spotkanego na zesłaniu zbiegłego więźnia. Ten sam autor przytacza pogląd, jakoby pierwowzorem tytułowego warnaka miał być półlegendarny przywódca kozacki Karmaliuk, o którym wcześniej Szewczenko wypowiadał się jako o „sławnym rycerzu”.

## Treść
Podmiot liryczny utworu stwierdza, że w czasie „tułaczki na obczyźnie” spotkał nad rzeką Jelek swojego rodaka, starego Ukraińca z Wołynia, warnaka. Następnie przytacza dosłownie wypowiedź starca, wspominającego swoje życie. Warnak był synem chłopa pańszczyźnianego we wsi nad rzeką Ikwą. Właścicielka wsi, Polka, pozwoliła mu zdobyć pewne wykształcenie poprzez naukę razem z jej synami. Odmówiła jednak umożliwienia chłopu wykupu z poddaństwa, nie chciała nawet pozwolić mu wstąpić do wojska, chcąc, by stale pracował na należących do niej ziemiach. Następnie spotkał go zawód miłosny. Piękną najmitkę, w której był zakochany, uwiódł rządca majątku. Wówczas młody człowiek uciekł ze wsi i trafił do miasta, gdzie zdołał zdobyć pracę pomocnika pisarza. Cztery lata później do miasta przybyli panicze, z którymi wychowywał się późniejszy warnak. Młodzieńcy zjawili się w mieście, by urządzić tam swoje wesela, co nie przeszkadzało im zaczepiać przypadkowych młodych kobiet. Po weselu w domowym kościele weselnicy udali się do dworu, gdzie czekał na nich główny bohater razem z kompanami. Dawny chłop i jego towarzysze wymordowali wszystkich szlachciców, po czym zbiegli do lasu. Ich banda stale się powiększała, dokonując coraz to nowych zabójstw na przypadkowych „jaśniepanach”, nie mając oporów przed zabijaniem dzieci i gwałceniem kobiet. Wreszcie chłop poczuł się znużony dotychczasowym życiem i chciał popełnić samobójstwo. Jednak kiedy wyszedł z lasu z nożem, którym zamierzał się zabić, ujrzał panoramę Kijowa z jego cerkwiami, które wydawały mu się rozmawiać z Bogiem. Chłop rozpłakał się i udał się do Kijowa, by tam stanąć przed ludźmi, wyznać im swoje winy i prosić o sprawiedliwy sąd.

## Cechy utworu
Warnak jest kolejnym w twórczości Szewczenki utworem, w którym powraca motyw niesprawiedliwości społecznej i ucisku chłopów przez właścicieli ziemskich, co w rezultacie wyzwala u uciskanych okrucieństwo w stosunku do swoich prześladowców i prowadzi do niekontrolowanej eskalacji przemocy (podobny obraz zawierał poemat Hajdamacy). Warnak nie usprawiedliwia przy tym reprezentowanej przez głównego bohatera ślepej agresji wymierzonej w szlachtę, podkreśla jego bezideowość i finałowe poczucie bezsensu własnych działań. Poemat stara się jedynie wskazać przyczyny takiego biegu wydarzeń, ukazując bezwzględne postępowanie właścicieli ziemskich wobec chłopów, odmawianie im wszelkiego człowieczeństwa, kształtowanie ich życia według własnego kaprysu (właścicielka pozwala głównemu bohaterowi na naukę, po czym ponownie zmusza go do najcięższych prac na roli). Poeta podkreśla, że sens ma tylko prawdziwa walka o wyzwolenie społeczne – ślepe mordowanie przypadkowych osób doprowadza w końcu bohatera na skraj samobójstwa i kończy się publiczną spowiedzią, a w domyśle skazaniem na ciężkie więzienie i zapomnieniem; skutki społeczne jego działalności są żadne.
Na tym samym wątku fabularnym opiera się napisana pięć lat później powieść Szewczenki pod tym samym tytułem. Na język polski Warnaka tłumaczył Włodzimierz Słobodnik.